# Iglesia Episcopal de San Jorge (Manhattan)

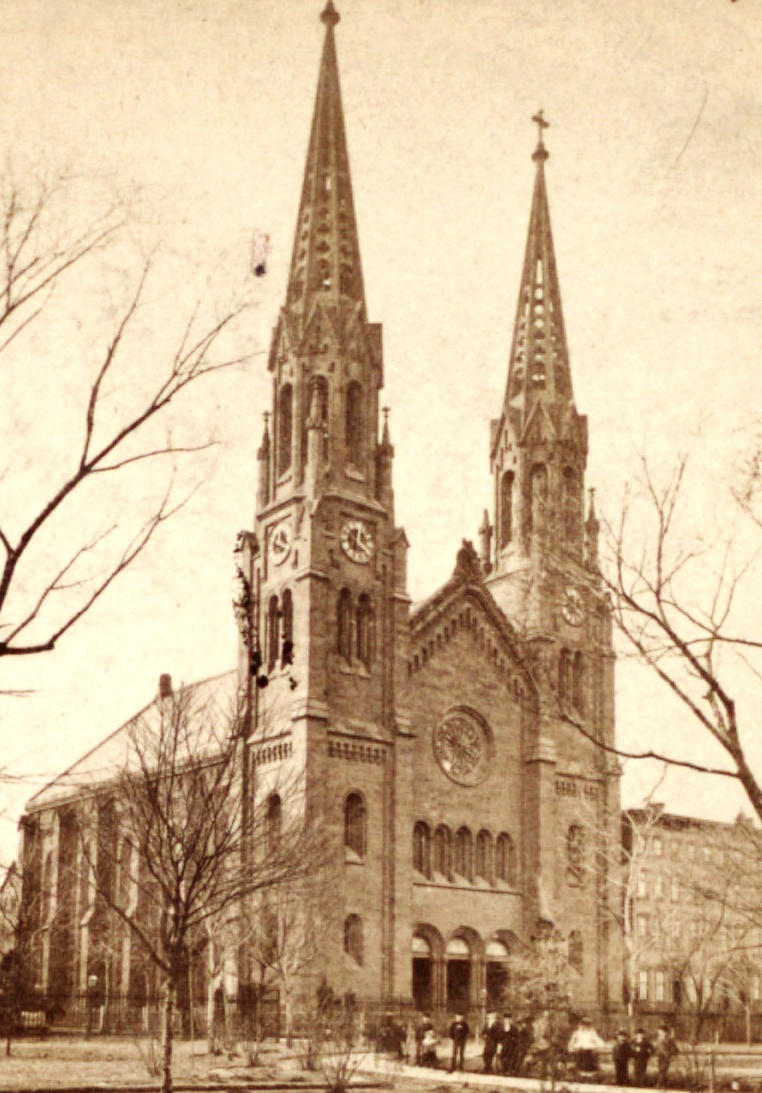
La iglesia antes de que sus agujas se retiraran en 1889

La Iglesia Episcopal de San Jorge es una iglesia histórica ubicada en Nueva York, Nueva York. La Iglesia Episcopal de San Jorge se encuentra inscrita como un Hito Histórico Nacional en el Registro Nacional de Lugares Históricos desde el 8 de diciembre de 1976. Otto Blesch y Leopold Eidlitz fueron los arquitectos de la Iglesia Episcopal de San Jorge.

## Ubicación
La Iglesia Episcopal de San Jorge se encuentra dentro del condado de Nueva York en las coordenadas 40°44′04″N 73°59′06″O / 40.734444, -73.985.